# Serie A2 2001-2002 (pallavolo maschile)
La Serie A2 italiana di pallavolo maschile 2001-2002 si è svolta dal 29 settembre 2001 al 5 maggio 2002: al torneo hanno partecipato sedici squadre di club italiane e la vittoria finale è andata per la prima volta alla Pallavolo Piacenza.

## Regolamento
Le squadre hanno disputato un girone all'italiana, con gare di andata e ritorno, per un totale di trenta giornate; al termine della regular season:
- La prima classificata è promossa in Serie A1.
- Le classificate dal secondo al quinto posto hanno acceduto ai play-off promozione, strutturati in semifinali e finale, entrambe giocate al meglio di due vittorie su tre gare: la vincitrice è promossa in Serie A1.
- Le ultime quattro classificate sono retrocesse in Serie B1.

## Le squadre partecipanti
Le squadre partecipanti furono 16: la Conad Forlì proveniva dalla Serie A1 così come Palermo, che rinunciò però alla partecipazione. Aesse VRB Verona, Gabeca Brescia, Pet Company Perugia e Tonno Callipo Vibo Valentia erano le neopromosse dalla Serie B. I posti liberi lasciati da Isola della Scala (che si fuse con la Aesse VRB Verona), Palermo e Torino furono occupati dalle ripescate Copra Piacenza e Salerno e dalla Senza Confini Trieste. Infine, Salerno cedette a sua volta il diritto a partecipare alla Com Cavi Multimedia Napoli.
| Squadra                     | Stagioni in Serie A2 | Allenatore                                 | Campo di gioco                           |
| --------------------------- | -------------------- | ------------------------------------------ | ---------------------------------------- |
| Aesse VRB Verona            | 3                    | Pietro Scarduzio                           | PalaOlimpia di Verona                    |
| Alimenti Sardi Cagliari     | 3                    | Alberto Di Mattia                          | Palazzetto dello Sport di Cagliari       |
| Codyeco Santa Croce         | 15                   | Riccardo Provvedi                          | PalaParenti di Santa Croce sull'Arno, PI |
| Com Cavi Multimedia Napoli  | 6                    | Eduardo Pizzichillo                        | PalaArgento di Napoli                    |
| Conad Forlì                 | 9                    | Antonio Beccari                            | Palasport Villa Romiti di Forlì          |
| Cons.I.T. Livorno           | 15                   | Roberto Lavorenti                          | PalaMacchia di Livorno                   |
| Copra Piacenza              | 2                    | Mauro Berruto                              | PalaBanca di Piacenza                    |
| Deutsche Bank Cierre Asti   | 10                   | Flavio Gulinelli                           | Palasport di Asti                        |
| Esse-Ti Carilo Loreto       | 6                    | Andrea Burattini                           | PalaSerenelli di Loreto, AN              |
| Gabeca Brescia              | 9                    | Luigi Zizioli                              | Palasport San Filippo di Brescia         |
| Pet Company Perugia         | 1                    | Carmelo Pittera, poi Fausto Polidori       | PalaEvangelisti di Perugia               |
| Raffaele Lamezia Terme      | 5                    | Enzo Valdo                                 | Palasport di Lamezia Terme, CZ           |
| Senza Confini Trieste       | 1                    | Kim Ho Chul                                | PalaTrieste di Trieste                   |
| Telephonica Gioia del Colle | 9                    | Daniel Castellani                          | Palasport di Gioia del Colle, BA         |
| Tonno Callipo Vibo Valentia | 1                    | Guillermo Taborda                          | PalaCorvo di Catanzaro                   |
| Videx Da.Mi. Grottazzolina  | 6                    | Carlos Daniel Cardona, poi Romano Giannini | PalaGrottazzolina di Grottazzolina, AP   |

## Classifica
| Pos. | Squadra                       | Pt | G  | V  | P  | SV | SP |
| ---- | ----------------------------- | -- | -- | -- | -- | -- | -- |
| 1.   | Copra Piacenza                | 71 | 30 | 30 | 0  | 83 | 34 |
| 2.   | Pet Company Perugia           | 62 | 30 | 26 | 4  | 72 | 41 |
| 3.   | Aesse VRB Verona              | 60 | 30 | 20 | 10 | 72 | 50 |
| 4.   | Telephonica Gioia del Colle   | 53 | 30 | 21 | 9  | 67 | 55 |
| 5.   | Gabeca Brescia                | 53 | 30 | 18 | 12 | 68 | 56 |
| 6.   | Raffaele Lamezia Terme        | 50 | 30 | 17 | 13 | 65 | 55 |
| 7.   | Conad Forlì                   | 50 | 30 | 18 | 12 | 65 | 55 |
| 8.   | Videx Royal Pat Grottazzolina | 46 | 30 | 17 | 13 | 60 | 62 |
| 9.   | Deutsche Bank Cierre Asti     | 45 | 30 | 14 | 16 | 63 | 62 |
| 10.  | Esse-Ti Carilo Loreto         | 44 | 30 | 14 | 16 | 62 | 63 |
| 11.  | Cons.I.T. Livorno             | 41 | 30 | 13 | 17 | 56 | 61 |
| 12.  | Tonno Callipo Vibo Valentia   | 38 | 30 | 14 | 16 | 55 | 66 |
| 13.  | Senza Confini Trieste         | 38 | 30 | 13 | 17 | 55 | 65 |
| 14.  | Alimenti Sardi Cagliari       | 32 | 30 | 9  | 21 | 48 | 72 |
| 15.  | Codyeco Santa Croce           | 22 | 30 | 7  | 23 | 37 | 78 |
| 16.  | Com Cavi Multimedia Napoli    | 15 | 30 | 5  | 25 | 27 | 80 |

## Risultati

### Tabellone
|                 | Asti | Brescia | Cagliari | Forlì | Gioia del Colle | Grottazzolina | Lamezia Terme | Livorno | Loreto | Napoli | Perugia | Piacenza | Santa Croce | Trieste | Verona | Vibo Valentia |
| --------------- | ---- | ------- | -------- | ----- | --------------- | ------------- | ------------- | ------- | ------ | ------ | ------- | -------- | ----------- | ------- | ------ | ------------- |
| Asti            | XXX  | 2-3     | 3-2      | 3-0   | 3-1             | 2-3           | 1-3           | 1-3     | 3-2    | 3-0    | 1-3     | 3-1      | 2-3         | 3-2     | 3-1    | 3-1           |
| Brescia         | 3-1  | XXX     | 3-0      | 3-2   | 3-0             | 1-3           | 2-3           | 3-1     | 3-1    | 3-0    | 3-1     | 2-3      | 3-2         | 3-1     | 2-3    | 3-1           |
| Cagliari        | 2-3  | 3-0     | XXX      | 3-2   | 2-3             | 3-1           | 3-1           | 1-3     | 1-3    | 3-0    | 2-3     | 2-3      | 3-1         | 2-3     | 0-3    | 3-1           |
| Forlì           | 3-0  | 3-2     | 3-0      | XXX   | 3-2             | 3-0           | 2-3           | 3-1     | 3-1    | 3-0    | 3-1     | 3-1      | 3-1         | 3-2     | 1-3    | 3-2           |
| Gioia del Colle | 1-3  | 3-1     | 3-1      | 3-1   | XXX             | 3-0           | 3-0           | 3-2     | 3-2    | 3-2    | 3-1     | 1-3      | 3-0         | 3-2     | 2-3    | 3-1           |
| Grottazzolina   | 3-2  | 1-3     | 2-3      | 2-3   | 3-0             | XXX           | 3-1           | 2-3     | 3-0    | 2-3    | 1-3     | 3-1      | 3-1         | 3-1     | 3-0    | 3-2           |
| Lamezia Terme   | 3-2  | 2-3     | 3-1      | 3-1   | 1-3             | 3-0           | XXX           | 1-3     | 3-2    | 3-0    | 3-2     | 1-3      | 3-1         | 3-0     | 3-1    | 3-0           |
| Livorno         | 0-3  | 3-1     | 3-0      | 3-0   | 3-0             | 1-3           | 1-3           | XXX     | 2-3    | 1-3    | 1-3     | 0-3      | 3-1         | 3-0     | 1-3    | 3-0           |
| Loreto          | 1-3  | 3-1     | 3-2      | 1-3   | 1-3             | 3-2           | 3-1           | 3-2     | XXX    | 3-1    | 3-0     | 2-3      | 3-1         | 1-3     | 1-3    | 3-1           |
| Napoli          | 0-3  | 1-3     | 3-0      | 0-3   | 1-3             | 1-3           | 1-3           | 3-2     | 0-3    | XXX    | 0-3     | 0-3      | 3-0         | 2-3     | 0-3    | 1-3           |
| Perugia         | 3-1  | 1-3     | 3-0      | 3-0   | 3-1             | 3-0           | 3-1           | 2-3     | 3-1    | 3-0    | XXX     | 1-3      | 3-0         | 3-0     | 3-1    | 3-1           |
| Piacenza        | 3-0  | 3-0     | 3-0      | 3-1   | 3-2             | 3-0           | 3-0           | 3-0     | 3-2    | 3-0    | 3-2     | XXX      | 3-0         | 3-1     | 3-0    | 3-1           |
| Santa Croce     | 3-2  | 0-3     | 3-1      | 0-3   | 1-3             | 1-3           | 0-3           | 3-1     | 3-2    | 3-1    | 0-3     | 0-3      | XXX         | 3-0     | 2-3    | 2-3           |
| Trieste         | 3-1  | 3-1     | 1-3      | 3-2   | 0-3             | 3-2           | 3-0           | 1-3     | 1-3    | 3-0    | 3-1     | 3-2      | 3-0         | XXX     | 1-3    | 3-0           |
| Verona          | 3-1  | 3-2     | 3-1      | 3-1   | 3-1             | 3-1           | 2-3           | 3-1     | 3-0    | 3-1    | 0-3     | 2-3      | 3-2         | 3-2     | XXX    | 3-0           |
| Vibo Valentia   | 3-2  | 3-2     | 3-1      | 3-1   | 3-2             | 3-2           | 3-2           | 3-0     | 0-3    | 3-0    | 0-3     | 2-3      | 3-0         | 3-1     | 3-2    | XXX           |

## Play-off Promozione
|  | Semifinali | Semifinali      | Semifinali      | Semifinali | Semifinali |  |  | Finale | Finale  | Finale | Finale | Finale |  |
|  |            |                 |                 |            |            |  |  |        |         |        |        |        |  |
|  | 2          | Perugia         | Perugia         | 3          | 3          |  |  |        |         |        |        |        |  |
|  | 5          | Brescia         | Brescia         | 0          | 2          |  |  | 2      | Perugia | 3      | 2      | 3      |  |
|  | 3          | Verona          | Verona          | 3          | 3          |  |  | 3      | Verona  | 0      | 3      | 0      |  |
|  | 4          | Gioia del Colle | Gioia del Colle | 0          | 2          |  |  |        |         |        |        |        |  |